# Wisinga
Wisinga (russisch Визинга, Komi Визин/Wisin) ist ein Dorf (selo) in der Republik Komi in Russland mit 6810 Einwohnern (Stand 14. Oktober 2010).

## Geographie
Der Ort liegt etwa 75 km Luftlinie südwestlich der Republikhauptstadt Syktywkar zu beiden Seiten des Flusses Bolschaja Wisinga (Große Wisinga), die etwa 10 km östlich von links in die Syssola mündet.
Wisinga ist Verwaltungszentrum des Rajons Syssolski sowie Sitz der Landgemeinde Selskoje posselenije Wisinga, zu der acht weitere Dörfer gehören: Gorkowskaja (gut 6 km südwestlich links der Großen Wisinga; das einzig größere, mit über 300 Einwohnern), Jelin, Mitjuschsikt, Rai und Rotschewgresd im Gebiet zwischen Wisinga und Gorkowskaja, ebenfalls links des Flusses, sowie rechts des Flusses Koljol (fast unmittelbar südöstlich anschließend), Sord (4 km südwestlich) und Tschukaib (15 km südwestlich). 

## Geschichte
Der Ort wurde erstmals im Jahr 1585 erwähnt und hatte zu diesem Zeitpunkt bereits zwei Kirchen. Er gehörte zunächst zum Ujesd Jarensk, ab 1780 zum neu gebildeten Ujesd Ust-Syssolsk (heute Syktywkar), ab 1796 Teil des Gouvernements Wologda. Das Dorf erlangte lokale Bedeutung durch seine günstige Verkehrslage an einer bis in das 18. Jahrhundert für die Verbindung nach Sibirien – später in die Petschora-Region – bedeutsamen Straße sowie durch die Förderung von Eisenerz in der Umgebung im 17. bis 18. Jahrhundert. Wisinga war Sitz einer Wolost.
Nach Bildung der Autonomen Oblast der Komi (Syrjänen) 1921 wurde der zwischenzeitlich aufgelöste Ujesd 1922 wiederhergestellt und 1926 in Syssolski ujesd umbenannt. Mit Einführung der Rajoneinteilung in der Oblast am 15. Juli 1929 wurde der Syssolski rajon (benannt nach dem Fluss) mit Sitz in Wisinga aus einem Teil des früheren Ujesds gebildet. Ab 5. Dezember 1936 war er Teil der ASSR der Komi, aus der die heutige Republik hervorging.

### Bevölkerungsentwicklung
| Jahr | Einwohner |
| ---- | --------- |
| 1939 | 1119      |
| 1959 | 3565      |
| 1970 | 4459      |
| 1979 | 5572      |
| 1989 | 7014      |
| 2002 | 7140      |
| 2010 | 6810      |

Anmerkung: Volkszählungsdaten

## Verkehr
Durch den südöstlichen Teil des Dorfes verläuft die föderale Fernstraße R176 Wjatka, die Tscheboksary über Joschkar-Ola und Kirow mit Syktywkar verbindet. In Wisinga zweigt die Regionalstraße 87К-004 ab, die der Syssola aufwärts über das südöstlich benachbarte Rajonzentrum Koigorodok bis zum Dorf Kaschym folgt. Es ist geplant, diese Straße sowie die südwestlich von Wisinga von der R176 in Richtung Kotlas abzweigende 87R-002 in eine neue Fernverbindung Sankt Petersburg – Perm zu integrieren.
Die nächstgelegene Bahnstation befindet sich in Syktywkar.